# Prefatie
De prefatie (praefatio in het Latijn) is de inleiding van het eucharistisch gebed in de Heilige Mis. Het is een plechtige lofbede die door de priester wordt uitgesproken of gezongen. In de prefatie wordt God de Vader verheerlijkt en gedankt voor alles wat Hij voor de mensheid heeft gedaan.
De etymologie van het woord komt van prae (‘vooraf’) en fari (‘zeggen’).
Het Romeins missaal kent tientallen prefaties. Zo heeft ieder hoogfeest zijn eigen prefatie. Daarin klinkt de thematiek van het gevierde heilsfeit door. 
Vanaf de prefatie staan de gelovigen die de mis bijwonen op, na de prefatie komt het Sanctus, waarna de gelovigen knielen.
Een prefatie wordt altijd voorafgegaan door de volgende dialoog tussen de voorganger en de aanwezige gelovigen: 
Priester: Dominus vobiscum (‘De Heer zij met u’).
Volk: Et cum spiritu tuo (‘En met uw geest’).
Priester: Sursum corda (‘Verheft uw hart’)
Volk: Habemus ad Dominum (‘Wij zijn met ons hart bij de Heer’).
Priester: Gratias agamus Domino Deo nostro (‘Zeggen wij dank aan de Heer onze God’).
Volk: Dignum et justum est (‘Hij is onze dankbaarheid waardig’).
Daarna vervolgt de priester met de woorden:
Vere dignum et justum est,
aequum et salutare,
nos tibi semper et ubique gratias agere:
Domine, sancte Pater, omnipotens aeterne Deus,
per Christum Dominum nostrum.
Waarlijk passend en billijk is het,
redelijk en heilzaam
dat wij U altijd en overal dankzeggen,
heilige Heer, Vader almachtig, eeuwige God
door Christus onze Heer.
In de huidige, vrije vertaling van het Romeins Missaal in het Nederlands, luidt het:  
"Heilige Vader, machtige eeuwige God,
om recht te doen aan uw heerlijkheid,
om heil en genezing te vinden zullen wij u danken,
altijd en overal door Christus onze Heer.
In Hem is alles nieuw geworden
en Gij hebt gewild dat wij deel hebben aan zijn volmaaktheid.
Hij die bestond in goddelijke majesteit, is in ons bestaan getreden.
Hij heeft zichzelf ontledigd
en door zijn bloed op het kruis heeft Hij de vrede gebracht.
Verheven is Hij boven al wat leeft,
begin van eeuwig heil voor allen die luisteren naar Hem,
uw Woord van voor de tijden.
Daarom, met alle engelen, machten en krachten,
met allen die staan voor uw troon, loven en aanbidden wij U."
Hierna volgt het Sanctus.